# Teatro dei Fiorentini
El teatro de los Florentinos (en italiano Teatro dei Fiorentini) fue un famoso teatro en la ciudad de Nápoles, activo principalmente como sala para representación de óperas en el siglo XVIII.

## Historia
Se fundó en 1618 y tomó su nombre de la cercana iglesia de San Giovanni dei Fiorentini.  
Este teatro se convirtió en uno de los principales escenarios napolitanos, donde se representaban interludios y óperas cómicas de los principales compositores napolitanos de la época. 
El 17 de enero de 1711 el teatro se incendió. Fue reabierto dos años más tarde.
En 1941 el teatro sufrió graves daños por un bombardeo aliado  .  En la década de los años cincuenta se dejó como funcionar como teatro y se trasformó en un sala de cine y después en un bingo.